# Telly Monster
Telly Monster (chiamato anche semplicemente Telly) è un mostro Fucsia che fa parte del cast di Sesamo apriti; lui è nevrotico che si preoccupa facilmente, ma ha una personalità saggia
Il suo miglior amico è Baby Bear, il suo esecutore è Martin P. Robinson.
Telly adora il triangolo, lui, infatti, suona il Triangolo e la Tuba.

## Origini
Telly debutta nel 1979 nella undicesima stagione di Sesamo apriti, dove fu eseguito da Bob Payne. In queste prime apparizioni, Telly fu un mostro ossessionato dalla televisione (infatti Telly è un termine del gergo inglese per indicare "Televisione"). Aveva anche un aspetto piuttosto inquietante: aveva delle antenne televisive che gli partivano dalla testa e degli occhi a spirale movibili. Alla fine della undicesima stagione, i produttori erano preoccupati che Telly avrebbe dato un'influenza negativa sui loro spettatori infantili facilmente influenzabili, e lo hanno cambiato facendolo non sembrare più perturbante a partire dalla dodicesima stagione nel 1980, diventando il personaggio che è oggi.